# Siltronic
Siltronic AG er en tysk producent af siliciumwafere, der benyttes i mikro- og nanoteknologi. Den München-baserede virksomhed er blandt de ledende producenter af waffere til mikrochip-industrien. Selskabet blev etableret i 1968 som Wacker-Chemitronic Gesellschaft für Elektronik-Grundstoffe mbH ("Wacker-Chemitronic") i Burghausen og skiftede i 1994 navn til Wacker Siltronic GmbH.